# Cyclosa jose
Cyclosa jose Levi, 1999 è un ragno appartenente alla famiglia Araneidae.

## Etimologia
Il nome della specie deriva dalla città costaricana di San José, nel cui territorio sono stati rinvenuti gli esemplari

## Caratteristiche
L'olotipo femminile ha dimensioni: cefalotorace lungo 2,5mm, largo 1,9mm; opistosoma lungo 6mm.

## Distribuzione
La specie è stata reperita nella Costa Rica centrale: nei pressi della capitale San José..

## Tassonomia
Al 2013 non sono note sottospecie e dal 1999 non sono stati esaminati nuovi esemplari.